# Peter Lorenz
Peter Lorenz, född 22 december 1922 i Berlin, död 6 december 1987 i Västberlin, var en tysk kristdemokratisk politiker (CDU).
Lorenz deltog som soldat i andra världskriget. Han stred bland annat i slaget vid Stalingrad.

## Kidnappning
År 1975 kandiderade Lorenz till borgmästarposten i Västberlin. Den 27 februari kidnappades han i korsningen Quermatenweg–Ithweg i Zehlendorf av medlemmar ur den västtyska 2 juni-rörelsen. Han fördes till ett källarrum på Schenkendorfstraße 7 i Kreuzberg. För att släppa Lorenz krävde kidnapparna att sex fängslade medlemmar skulle friges: Horst Mahler, Verena Becker, Gabriele Kröcher-Tiedemann, Ingrid Siepmann, Rolf Heissler och Rolf Pohle. Den västtyska regeringen tillmötesgick kraven den 3 mars, och påföljande dag släpptes Lorenz i Volkspark Wilmersdorf.

### Webbkällor
- Kirschner, Stefan (27 februari 2015). ”Vor 40 Jahren: Wie die Entführung von Peter Lorenz die Republik veränderte”. Berliner Morgenpost. http://www.morgenpost.de/berlin/article137921192/Wie-die-Entfuehrung-von-Peter-Lorenz-die-Republik-veraenderte.html. Läst 2 mars 2016.